# Фальчано-дель-Массико
Фальчано-дель-Массико (итал. Falciano del Massico) — коммуна в Италии, располагается в регионе Кампания, в провинции Казерта.
Население составляет 3827 человек, плотность населения составляет 91 чел./км². Занимает площадь 42 км². Почтовый индекс — 81030. Телефонный код — 0823.
Покровителями коммуны почитаются святой апостол Пётр, святой Мартин Турский, а также святой Рох, празднование 29 июля, 16 августа и 11 ноября. 